# Sankt Clemens medeltida kyrka

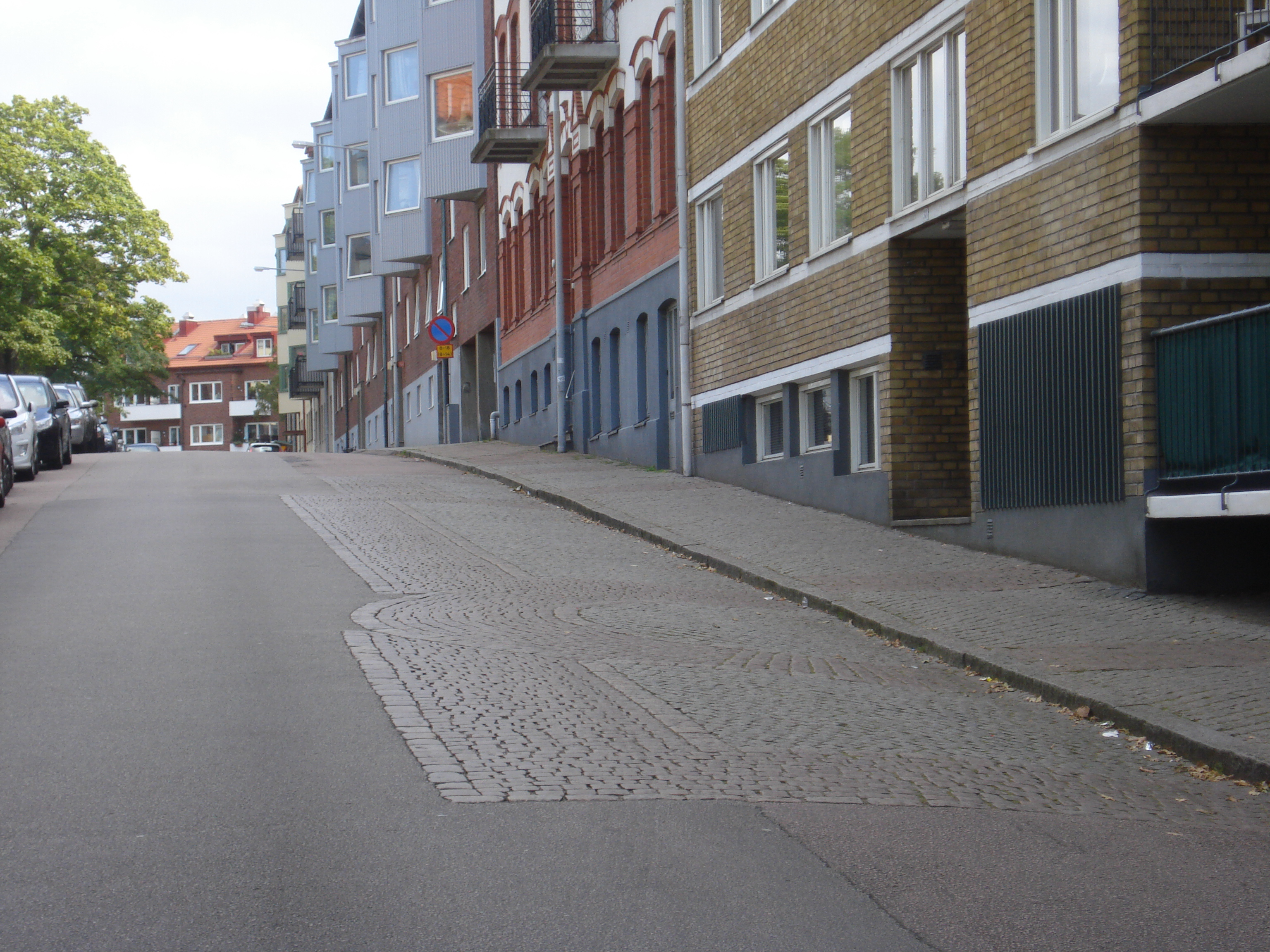
Sankt Clemens gata med platsen för medeltidskyrkan utmarkerad med gatsten.

Sankt Clemens medeltida kyrka i Helsingborg låg vid nuvarande Sankt Clemens gatas södra sida, strax öster om Hallbecksgatan, delvis på nuvarande kvartersmark. Sankt Clemens medeltida kyrka revs under senare delen av 1000-talet och existerar inte längre.
Den första stavkyrkan av trä uppfördes i början av 1000-talet på initiativ av den danske kungen. Under senare delen av 1000-talet revs träkyrkan och en större stenkyrka byggdes på platsen. Det exakta läget kan i dag ses i gatan i form av en stenläggning i asfalten. Kyrkan hade en längd av cirka 27 meter. Den nordöstra tomten i kvarteret Prins Fredrik grävdes ut i samband med exploatering år 1987 då ett stort antal gravar (402 st.) undersöktes. Man fann även att kyrkogården bör ha omfattat en yta på cirka 5000 kvadratmeter.
Kyrkan och kyrkogården upphörde vid reformationens införande i Danmark 1536. Den står inte omnämnd i någon medeltida skrift, men i Tyge Krabbes inventarium över slottet daterad den 11 april 1537 heter det att en stor mängd bly hade brutits av Sankt Clemenskyrkan och lagts i förvar vid slottet, med undantag för det som lämnats vidare till kungen och ärkebiskopen.

## Källa
- Helsingborgs stadslexikon, A-Ö, Sankt Clemens medeltida kyrka.